# 氏家英行
氏家英行（1979年2月23日—），前日本職業足球員，日本20歲以下足球代表隊成員。

## 俱乐部生涯
1998年，氏家英行在橫濱飛翼开始足球生涯。1999年转会至大宮松鼠，2005年转会至草津溫泉，2006年转会至前橋圖南。2014年，引退。

## 日本國家足球隊
氏家英行参加了1999年世界青年錦標賽。

## 外部連結
- （日語）J.League Data Site （页面存档备份，存于）